# Jeanette Biedermann
Jeanette Biedermann (Berlín, 22 de febrero de 1980), también conocida simplemente como Jeanette, es una cantante y actriz de televisión alemana. Es hija única de Bernd y Marion Biedermann.

## Biografía
Jeanette Biedermann comenzó a trabajar profesionalmente a la edad de seis años en Circus Lilliput, apareciendo como miembro de una tropa de acróbatas. Después de su graduación de escuela secundaria comenzó a recibir entrenamiento vocacional como peluquera. La cantante descontinuó sus estudios en 1999, sin embargo después participó y ganó el concurso Bild-Schlagerwettbewerb, ganando ante 270,000 otros concursantes. Poco tiempo después, lanzó su sencillo debut titulado «Das Tut Unheimlich Weh». Esta última es su única canción enteramente en alemán.
Jeanette trabajó como actriz en la popular serial  Gute Zeiten, Schlechte Zeiten, donde desempeñó el rol de Marie Balzer de 2000 al 2004.  La floreciente carrera televisiva de Biedermann solamente impulsó su carrera musical.  En el 2000 lanzó su primer sencillo en inglés titulado «Go Back».  La canción se colocó en el tope de las diez canciones más populares de Alemania, abriendo camino al álbum musical debut de Biedermann Enjoy.  Este álbum alcanzó disco de oro y un año más tarde ganó un premio ECHO como «Artista Nacional Femenina». Su segundo álbum, Delicious, vino pronto y también fue disco de oro.
En 2002, Biedermann lanzó su tercera producción titulada Rock My Life el cual alcanzó el puesto número siete en Alemania y fue eventualmente certificado disco de oro.  La principal canción del álbum "Rock My Life" alcanzó el tercer puesto. Otras canciones del álbum fueron "It's Over Now" y "Right Now", las cuales estuvieron en el llamado top 10. Después de eso, Biedermann comenzó su gira Rock My Life.  
En noviembre de 2004, lanzó su cuarto álbum titulado Break On Through, el cual fue certificado platino. El sencillo "Rockin' on Heaven's Floor" se posicionó en el tercer puesto entre las canciones alemanas. En la primavera de 2004 comenzó su gira Break On Through Tour, la más grande de la artista hasta la fecha.
El más reciente álbum de Biedermann, Naked Truth fue publicado en marzo de 2006 e incluye contribuciones de su novio y guitarrista Jörg Weissenberg. Este álbum alcanzó el puesto número catorce ubicándose entre los primeros cincuenta de Alemania. Fue promovido por una pequeña gira llamada Bad Girls Club a través de ocho ciudades alemanas.

## Discografía

### Producciones
| Año  | Título              | Posición | Posición | Posición | Certificado                    |
| Año  | Título              | ALE      | AUT      | SUI      | Certificado                    |
| ---- | ------------------- | -------- | -------- | -------- | ------------------------------ |
| 2000 | Enjoy!              | 39       | -        | 67       | 1x Oro (ALE)                   |
| 2001 | Delicious           | 16       | 70       | 60       | 1x Oro (ALE)                   |
| 2002 | Rock My Life        | 7        | 28       | 75       | 1x Oro (ALE)                   |
| 2003 | Break on Through    | 6        | 7        | 10       | 1x Oro (AUT), 1x Platino (ALE) |
| 2004 | Merry Christmas     | 22       | 43       | -        | -                              |
| 2006 | Naked Truth         | 14       | 44       | 55       | 1x Oro (ALE)                   |
| 2009 | Undress To The Beat | 13       | 27       | 41       | -                              |

### DVD
| Año  | Título                             | Certificación |
| ---- | ---------------------------------- | ------------- |
| 2002 | Delicious Tour                     | -             |
| 2003 | Rock My Life Tour                  | 1x Oro        |
| 2004 | Break on Through Tour              | 1x Oro        |
| 2006 | Naked Truth Live At Bad Girls Club | -             |

## Premios

### 2000
- Bravo Otto (Plata) - "Mejor Cantante Femenina"

### 2001
- ECHO - "Artista Nacional Femenina"

### 2002
- Eins Live Krone - "Mejor Actriz"
- Top Of The Pops Award - "Best German Act"
- Goldene Europa
- Goldener Fritz

### 2003
- Eins Live Krone - "Mejor Actuación Femenina"
- Bravo Otto (Oro) - "Mejor Cantante Femenina"
- Bravo Otto (Plata) - "Mejor Actriz de TV"
- McMega Music Award - "Artista Femenina del Año"
- Woman Of The Year (Maxim)

### 2004
- Bravo Otto (Oro) - "Best Female"
- Bravo Otto (Oro) - "Mejor Actriz de TV"
- Goldene Kamera - "Pop National"
- Glamourfrau 2003 (Bunte)

### 2005
- ECHO - "Mejor Videoclip Nacional Run With Me"
- Maxim - "Mujer del Año 2005 Pop"

### 2006
- FHM (edición alemana) - "Mujer más Sexy del Mundo"

## Curiosidades
- En 2004 se la relacionó sentimentalmente con Lauri Ylönen, vocalista de la famosa banda de rock finlandesa The Rasmus, luego de que ella diera una entrevista a la Revista Bravo! declarando su fuerte admiración por él, y sus enormes deseos de conocerlo (algo que finalmente ocurrió). Curiosamente, ambos coincidieron en el disco publicado por Bravo! llamado "Come Toguether", en el que The Rasmus versionó el éxito de ABBA "SOS" y Jeanette "Like a Virgin", de Madonna.